# Catedral de San Patricio (Nueva York)
La catedral de San Patricio es una catedral católica de estilo neogótico decorado ubicada en Nueva York. Es en área y volumen la más grande catedral neogótica de América del Norte y es un punto de referencia prominente de Nueva York. Se localiza en el Lado Este de la Quinta Avenida entre las calles 50 y 51, frente al Rockefeller Center, específicamente frente a la escultura de Atlas. Además, es la sede de la Arquidiócesis de Nueva York e iglesia parroquial.

## Historia
El solar sobre el que se asienta fue adquirido el 6 de marzo de 1810 para construir una escuela dirigida por los jesuitas. En 1813 los terrenos fueron revendidos a Dom Augustin LeStrange (que los destinaría a la comunidad trapense). Esta comunidad estaba siendo perseguida por las autoridades francesas. Con la caída de Napoleón en 1814, los trapenses regresaron a Francia, abandonando la propiedad neoyorquina.
La diócesis de Nueva York (creada en 1808) anunció (por medio de John Joseph Hunghes) la intención de erigir una nueva catedral para reemplazar la vieja iglesia de San Patricio situada en la intersección de las calles Príncipe y Mott en la calle Mulberry. La vieja catedral fue destruida por el fuego en 1866 pero fue reconstruida en 1868.
La catedral fue diseñada por el arquitecto James Renwick Jr. en estilo neogótico. Los trabajos comenzaron en 1858 pero permanecieron parados durante la Guerra Civil Norteamericana. Se completó en 1879. El diseño trató de crear un gran templo cuyas torres, de más de 100 metros de altura, dominaran Nueva York, no obstante, hoy día, la catedral parece humilde en comparación con el muy cercano Rockefeller Center que supera considerablemente su altura. La catedral fue restaurada entre 1927 y 1931, que fue cuando se instaló el gran órgano y se amplió el santuario en el interior de la catedral.
La catedral de San Patricio ha inspirado a escritores como Giannina Braschi, autora del clásico literario latinoamericano El imperio de los sueños; en una escena dramática, la narradora llega a la catedral y toca las campanas como una liberación espiritual.

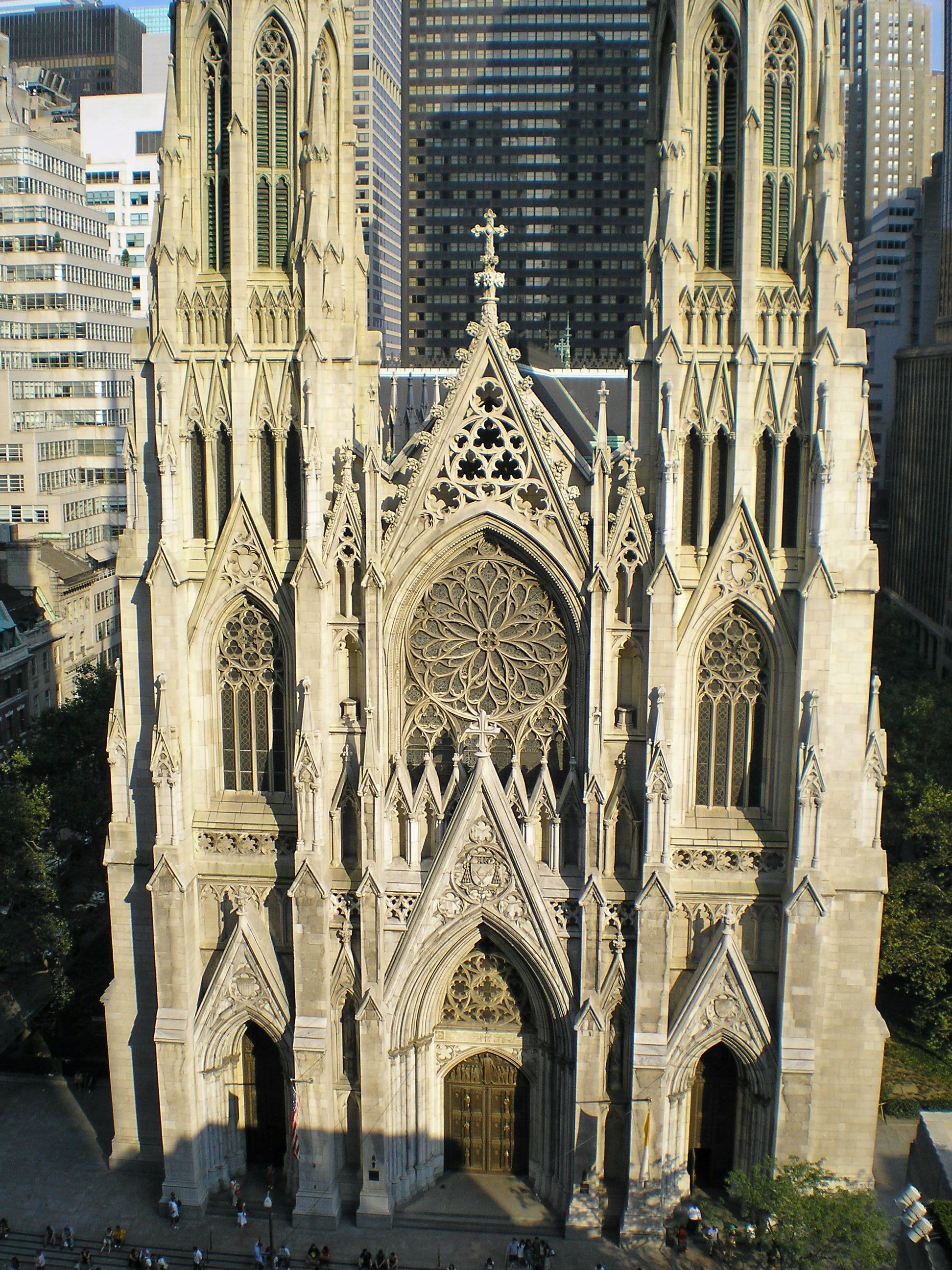
Fachada
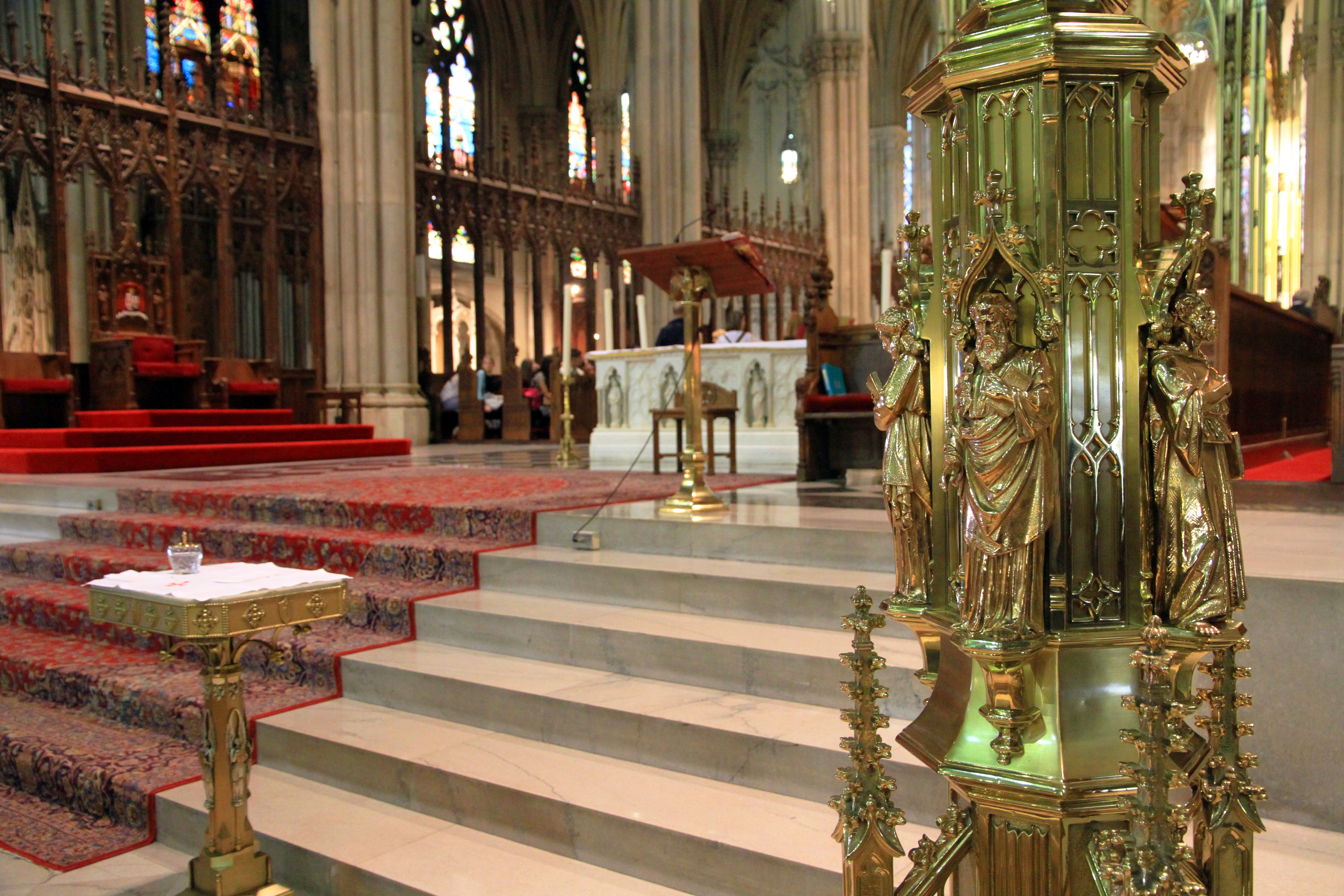
Interior
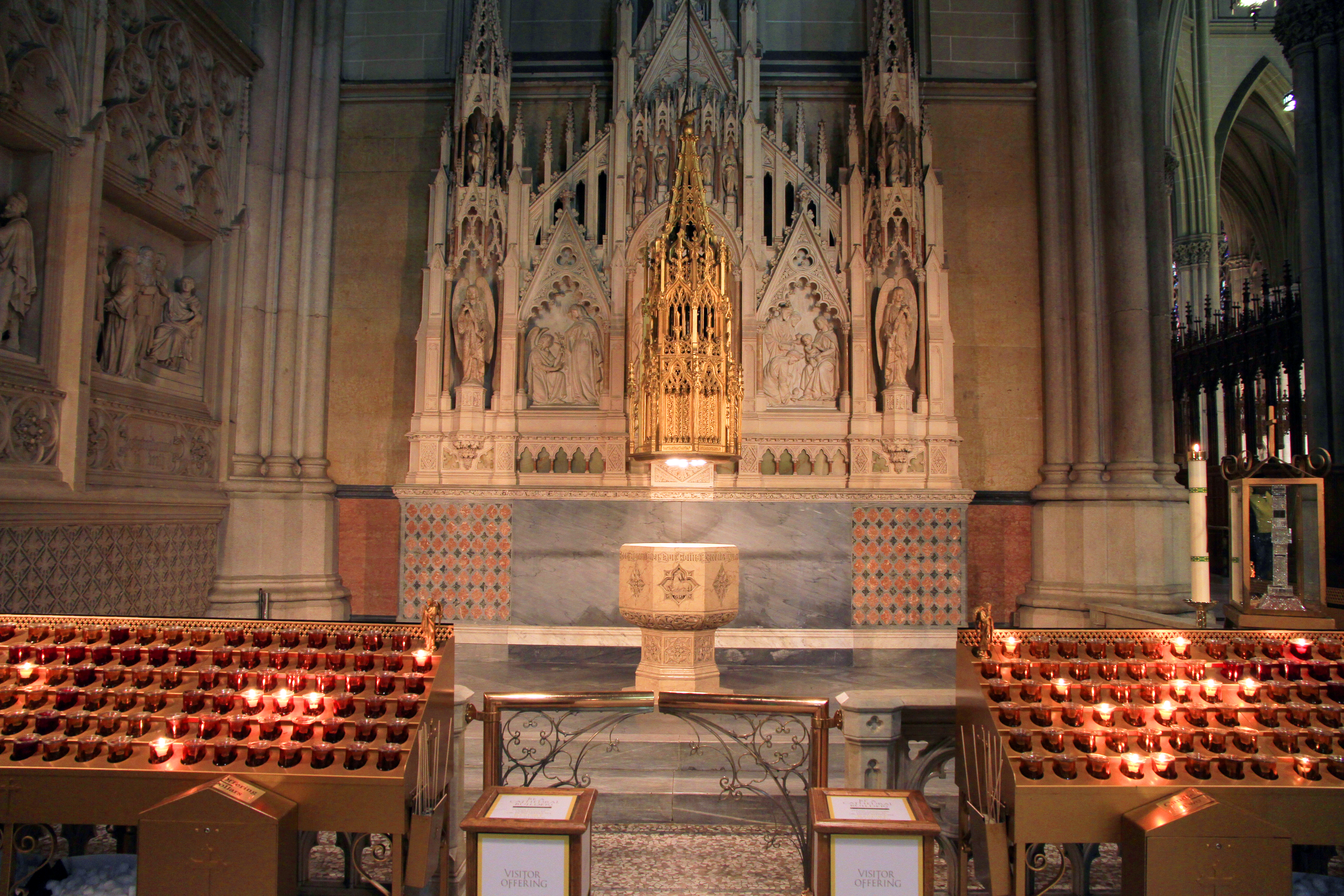
Interior
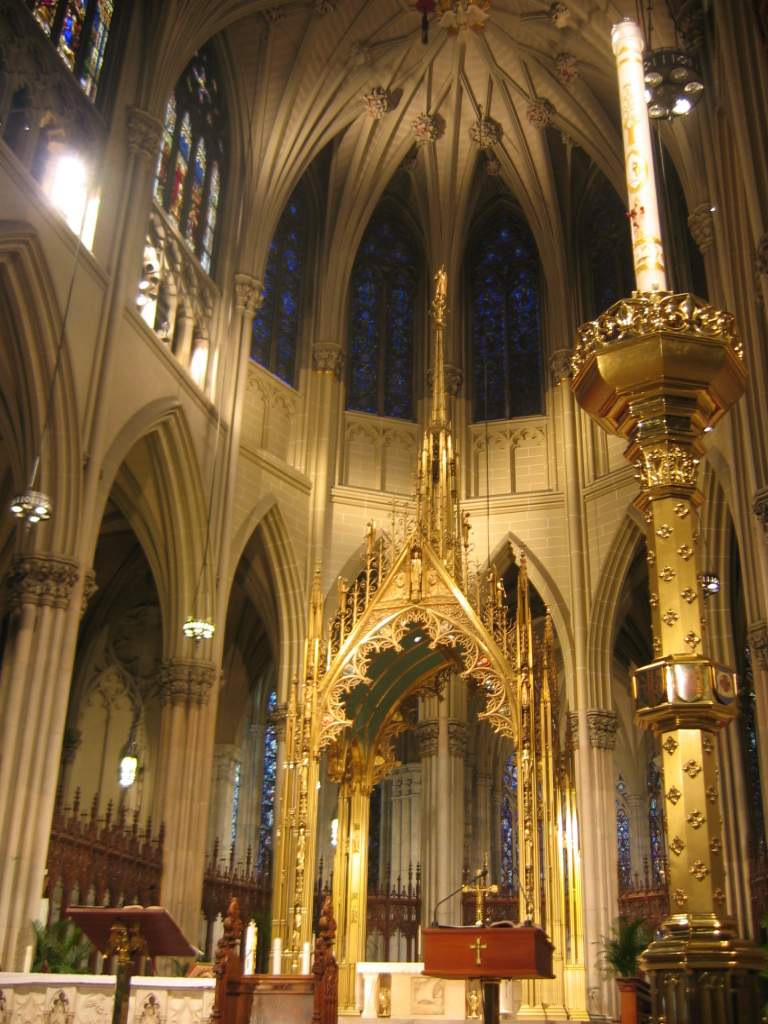
Interior

## Órganos
Los órganos de tubos originales, construidos por George Jardine & Sons en el siglo XIX han sido reemplazados. El órgano del coro, en el ambulatorio norte, fue hecho por la firma de San Luis de George Kilgen & Son e instalado en 1928. Tiene 3920 tubos. El órgano de la Gran Galería, de la misma compañía, se instaló en 1930 y tiene 5.918 tubos.

## Características
- La catedral puede acomodar a 3000 personas.
- Está construida en ladrillo revestido de mármol blanco extraído en Massachusetts y Nueva York.
- Abarca una manzana entera, entre las calles 50 y 51, avenidas Madison y Quinta.
- Los transeptos miden 53 m de ancho y 101,2 m de largo.
- Las agujas de las torres alcanzan una altura de 100,6 m desde el nivel de la calle.
- El tejado está hecho de pizarra de la población poco conocida de Monson, Maine.

### Vitrales
- Los ventanales fueron elaborados por artistas de Boston, Massachusetts y artistas europeos de Chartres, Francia, y Birmingham, Inglaterra.
- El gran rosetón es uno de los mayores trabajos de Charles Connick.

### Altares
El artista romano Paolo Medici diseñó el altar de Santa Isabel. El altar de San Juan Bautista de La Salle, uno de los pocos altares laterales originales, fue esculpido por Dominic Borgia. La bula papal se encuentra en el vitral adyacente. Tiffany & Co. diseñó el altar de San Luis y San Miguel.
A finales de los años 1930 y a principios de los 1940, hubo una restauración de la zona del altar principal bajo la dirección del arzobispo Francis Spellman, quien luego se convirtió en cardenal. El alto altar anterior y el retablo fueron reubicados en la iglesia universitaria del alma mater de Spellman, Fordham University, en Rose Hill, en el Bronx, Nueva York. Entre los nuevos elementos se encontraban el baldaquino santuario de bronce y el vitral del rosetón. El altar fue renovado en los años 1980 bajo la dirección del cardenal John Joseph O'Connor. Para ser más visible para la congregación, se construyó un altar a partir de secciones de los altares laterales y se ubicó en el centro del presbiterio. Sin embargo, este altar fue retirado en 2013 para reponer la pila bautismal en el transepto norte.

### Obras de arte
- La Piedad, esculpida por William Ordway Partridge, es tres veces mayor que la de Miguel Ángel en la Basílica de San Pedro de la Ciudad del Vaticano.
- Las estaciones del Vía Crucis ganaron un premio artístico en la World Columbian Exposition de Chicago en 1893.
- En la parte posterior de la catedral se conserva un busto del papa Juan Pablo II, que conmemora la visita del pontífice en 1979.